# Aenictus
Aenictus Shuckard, 1840 è un genere di formiche della sottofamiglia Dorylinae.

## Biologia
Le specie appartenenti a questo genere sono formiche legionarie e presentano uno stile di vita nomade.

## Tassonomia
Il genere comprende 217 specie:
- Aenictus abeillei
- Aenictus acerbus
- Aenictus aitkenii
- Aenictus alluaudi
- Aenictus alluaudi falcifer
- Aenictus alticola
- Aenictus ambiguus
- Aenictus anceps
- Aenictus annae
- Aenictus arabicus
- Aenictus aratus
- Aenictus artipus
- Aenictus arya
- Aenictus asantei
- Aenictus asperivalvus
- Aenictus bakeri
- Aenictus bayoni
- Aenictus binghami
- Aenictus biroi
- Aenictus bobaiensis
- Aenictus bodongjaya
- Aenictus bottegoi
- Aenictus bottegoi noctivagus
- Aenictus brazzai
- Aenictus breviceps
- Aenictus brevicornis
- Aenictus brevinodus
- Aenictus buttelreepeni
- Aenictus buttgenbachi
- Aenictus camposi
- Aenictus carolianus
- Aenictus certus
- Aenictus ceylonicus
- Aenictus changmaianus
- Aenictus chapmani
- Aenictus clavatus
- Aenictus clavatus atripennis
- Aenictus clavatus kanariensis
- Aenictus clavatus sundaicus
- Aenictus clavitibia
- Aenictus clavitibia facetus
- Aenictus congolensis
- Aenictus cornutus
- Aenictus crucifer
- Aenictus crucifer tuberculatus
- Aenictus currax
- Aenictus decolor
- Aenictus dentatus
- Aenictus diclops
- Aenictus dlusskyi
- Aenictus doryloides
- Aenictus doydeei
- Aenictus duengkaei
- Aenictus eugenii
- Aenictus eugenii caroli
- Aenictus eugenii henrii
- Aenictus exilis
- Aenictus feae
- Aenictus fergusoni
- Aenictus foreli
- Aenictus fuchuanensis
- Aenictus fulvus
- Aenictus furculatus
- Aenictus furculatus andrieui
- Aenictus furibundus
- Aenictus fuscipennis
- Aenictus fuscovarius
- Aenictus fuscovarius laetior
- Aenictus fuscovarius magrettii
- Aenictus fuscovarius sagittarius
- Aenictus fuscovarius magrettii
- Aenictus gibbosus
- Aenictus gibbosus ashaverus
- Aenictus glabratus
- Aenictus glabrinotum
- Aenictus gleadowii
- Aenictus gracilis
- Aenictus grandis
- Aenictus hamifer
- Aenictus hamifer spinosior
- Aenictus henanensis
- Aenictus hilli
- Aenictus hodgsoni
- Aenictus hottai
- Aenictus humeralis
- Aenictus humeralis chevalieri
- Aenictus humeralis viridans
- Aenictus huonicus
- Aenictus icarus
- Aenictus icarus incautus
- Aenictus idoneus
- Aenictus inconspicuus
- Aenictus indicus
- Aenictus inflatus
- Aenictus jacobsoni
- Aenictus jarujini
- Aenictus javanus
- Aenictus laeviceps
- Aenictus latifemoratus
- Aenictus latiscapus
- Aenictus latiscapus fumatus
- Aenictus latiscapus sauteri
- Aenictus leliepvrei
- Aenictus leptotyphlatta
- Aenictus levior
- Aenictus lifuiae
- Aenictus longi
- Aenictus longi taivanae
- Aenictus longinodus
- Aenictus luteus
- Aenictus luteus moestus
- Aenictus luzoni
- Aenictus mariae
- Aenictus mariae natalensis
- Aenictus mauritanicus
- Aenictus mentu
- Aenictus minimus
- Aenictus minutulus
- Aenictus mocsaryi
- Aenictus moebii
- Aenictus moebii sankisianus
- Aenictus montivagus
- Aenictus mrs-arab
- Aenictus mutatus
- Aenictus mutatus pudicus
- Aenictus nesiotis
- Aenictus nganduensis
- Aenictus nishimurai
- Aenictus obscurus
- Aenictus orientalis
- Aenictus pachycerus
- Aenictus pangantihoni
- Aenictus paradentatus
- Aenictus parahuonicus
- Aenictus peguensis
- Aenictus pfeifferi
- Aenictus pharoa
- Aenictus philiporum
- Aenictus philippinensis
- Aenictus piercei
- Aenictus porizonoides
- Aenictus powersi
- Aenictus prolixus
- Aenictus pubescens
- Aenictus punctatus
- Aenictus punctiventris
- Aenictus punctiventris scutellaris
- Aenictus punensis
- Aenictus rabori
- Aenictus raptor
- Aenictus reyesi
- Aenictus rhodiensis
- Aenictus rixator
- Aenictus rotundatus
- Aenictus rotundatus guineensis
- Aenictus rotundatus merwei
- Aenictus rotundicollis
- Aenictus rougieri
- Aenictus sagei
- Aenictus schneirlai
- Aenictus shillongensis
- Aenictus shuckardi
- Aenictus siamensis
- Aenictus silvestrii
- Aenictus sonchaengi
- Aenictus soudanicus
- Aenictus soudanicus brunneus
- Aenictus spathifer
- Aenictus steindachneri
- Aenictus stenocephalus
- Aenictus subterraneus
- Aenictus sumatrensis
- Aenictus sumatrensis maxillosus
- Aenictus thailandianus
- Aenictus togoensisv
- Aenictus trigonus
- Aenictus turneri
- Aenictus vagans
- Aenictus vaucheri
- Aenictus vieti
- Aenictus villiersi
- Aenictus wayani
- Aenictus weissi
- Aenictus westwoodi
- Aenictus wilsoni
- Aenictus wroughtonii
- Aenictus wudangshanensis
- Aenictus yamanei
- Aenictus zhengi